# Těmbenči
Těbenči (rusky Тембенчи) je řeka v Krasnojarském kraji v Rusku. Je 571 km dlouhá. Povodí má rozlohu 21 600 km².

## Průběh toku
Pramení ve Středosibiřské vysočině a teče přes ní v hlubokém dolině. Na horním toku protéká přes několik jezer, z nichž je největší Těmbenči (86 km²). Ústí zprava do Kočečumu (povodí Jeniseje).

## Vodní stav
Zdroj vody je převážně sněhový. Nejvyšších vodních stavů dosahuje od konce května do září, přičemž v květnu a červnu proteče přibližně 60 % ročního průtoku, zatímco na období od listopadu do dubna zbývá jen 5 až 6 %. Průměrný roční průtok vody ve vzdálenosti 89 km od ústí činí 252 m³/s. Zamrzá v říjnu a rozmrzá v květnu až na začátku června.